# Sagallo
Koordinaten: 11° 40′ N, 42° 44′ O

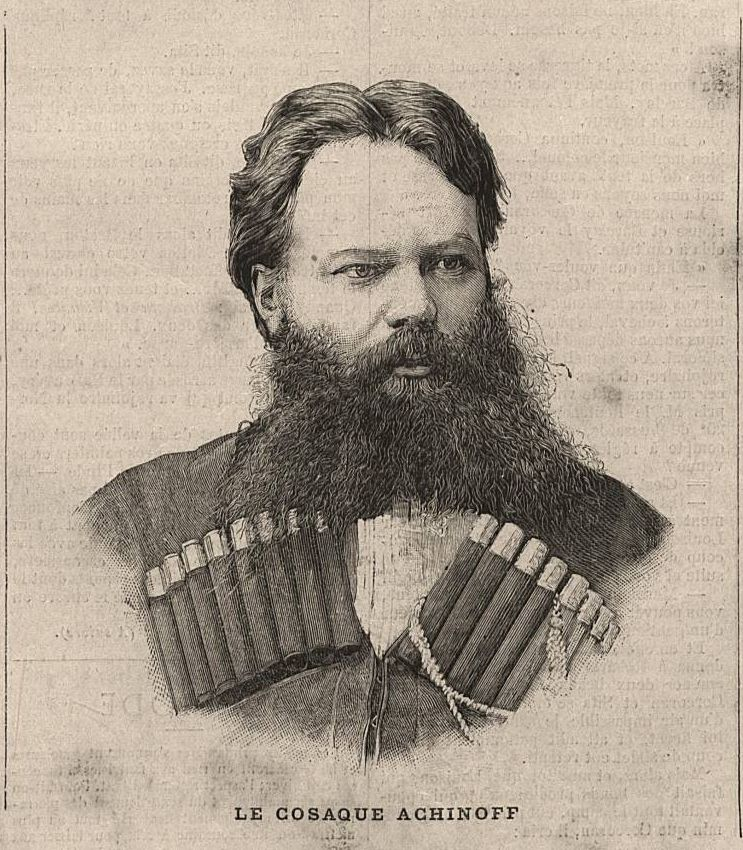
Nikolai Aschinow (1856–1902)

Sagallo oder Sagallou (arabisch ساغلو) ist ein Ort in Dschibuti, am nördlichen Ufer des Golfs von Tadjoura. Er erlangte historische Bedeutung durch einen Versuch, hier eine russische Kolonie zu etablieren.

## Geschichte
Zwischen 1875 und 1884 war der Ort von Ägyptern besetzt, die ein Fort errichteten.
Der Franzose Paul Soleillet erwarb Sagallo für die Société Française d’Obock et du Golfe Persique als Ausgangspunkt für Karawanen in das Landesinnere.
Im Januar 1889 landete der russische Kosak Nikolai Aschinow (auch als Ashinov, Achinov oder Achinoff transkribiert) mit rund 200 Personen – darunter Priestern, Frauen und Kindern – in Sagallo und besetzte das unterdessen verlassene Fort. Sein Ziel war die Errichtung eines „Neu-Moskau“ am Golf von Tadjoura, nahe der strategisch wichtigen Sueskanal-Route, als Ausgangspunkt für eine russische Präsenz in Afrika. Zudem hoffte er darauf, in Zusammenarbeit mit Frankreich Äthiopien gegen Großbritannien und Italien zu stärken. Manche Mitglieder der russischen Regierung und der Zarenfamilie sowie expansionistisch ausgerichtete Slawophile hegten Sympathien für diese Pläne, Zar Alexander III. verhielt sich jedoch gegenüber Aschinows Vorhaben zurückhaltend und abwartend.
Frankreich billigte die Unternehmung Aschinows zunächst, sofern dieser die französische Souveränität über Französisch-Somaliland anerkennen würde. Als Aschinow jedoch keine französische Flagge neben der russischen auf dem Fort hissen wollte und andeutete, dass er lediglich die Herrschaft des lokalen Stammesführers der Danakil (Afar), des Sultans Mohammed Leita von Tadjoura, anerkenne, protestierte Frankreich bei der russischen Regierung. Diese distanzierte sich daraufhin von Aschinow, um ihre Beziehungen zu Frankreich nicht zu gefährden.
Am 17. Februar 1889 erschienen französische Kriegsschiffe vor Sagallo. Als Aschinow zunächst nicht kapitulieren wollte, bombardierten die Kriegsschiffe das Fort, wobei sieben Personen (unter ihnen zwei Frauen und vier Kinder) getötet wurden. Die Kosaken ergaben sich, ohne einen Schuss abgefeuert zu haben, wurden nach Sues deportiert und kehrten nach Russland zurück. Aschinow wurde einige Monate lang von der russischen Regierung interniert.
Später, während des Italienisch-Äthiopischen Krieges, in dem das Russische Reich und Frankreich Äthiopien unterstützten, unternahm die russische Regierung dann doch noch selbst einen Versuch, eine Niederlassung in der Region zu erwerben. Die zu diesem Zweck erfolgte Entsendung des russischen Kanonenboots Saporoschez und russischer Marine-Offiziere nach Raheita führte im November 1896 zum Raheita-Zwischenfall.